# Sonate voor viool en piano nr. 2 (Prokofjev)
De Sonate voor viool en piano nr 2 in D majeur, opus 94b is een compositie van Sergej Prokofjev. De vioolsonate is een bewerking van Prokofjevs fluitsonate.

## Geschiedenis
Prokofjev schreef zijn fluitsonate in de jaren 1942-1943, in de jaren dat hij was geëvacueerd uit Moskou na de invasie van de Sovjet-Unie door de Duitsers. De eerste uitvoering vond plaats in december 1943. De violist David Oistrakh was een van de aanwezigen bij de première van Prokofjevs eerdere fluitsonate. Hij haalde Prokofjev over het stuk te bewerken voor viool. Dat kostte niet veel moeite, omdat de fluitpartij eenvoudig was aan te passen voor de viool. Wegens de streken was een enkele aanpassing nodig (zo werd een groepje van 4 zestiende noten in de tweede maat veranderd in een triool). Verder werd een aantal herhaalde noten in de fluitpartij geoctaveerd, wat de partij briljanter maakte (deze aanpassingen zijn later overigens overgenomen door de fluitist Jean-Pierre Rampal in zijn veelgespeelde uitgave van de fluitsonate). De pianopartij bleef volledig ongewijzigd. De eerste uitvoering als vioolsonate vond plaats op 17 juni 1944 door David Oistrakh (viool) en Lev Oborin (piano).
Waarschijnlijk als gevolg van de grotere populariteit van de viool dan de fluit als solo-instrument is de vioolversie iets bekender geworden. Het omgekeerde, dat een werk dat oorspronkelijk voor de viool is geschreven voor de fluit wordt aangepast, komt veel vaker voor, zoals bij de sonate voor viool en piano van César Franck.

## Delen
Het werk bestaat uit vier delen:
1. Moderato
2. Scherzo, Presto
3. Andante
4. Allegro con brio

Het grootste deel van de sonate is geschreven in de stralende toonsoort D majeur, net als de eveneens in neo-klassieke stijl geschreven Klassieke symfonie. Alleen het langzame deel (Andante) staat in F majeur.
Het eerste deel is geschreven in de traditionele sonatevorm. Het scherzo is erg opgewekt, met een lyrisch middendeel. Het langzame, derde deel is erg ingetogen. Het laatste deel zit vol humoristische staccatopassages. Vooral in dit deel is de viool wellicht beter dan de fluit in staat de registersprongen en extreme contrasten in dynamiek te maken.